# Accepted Frewen
Accepted Frewen, Arcebispo de Iorque
Accepted Frewen (Northiam, Sussex, 1588 — Bishopthorpe, Iorque, 28 de março de 1664) foi um sacerdote da Igreja da Inglaterra e Arcebispo de Iorque de 1660 até 1664.

## Juventude
Accepted era o filho mais velho do reverendo John Frewen, prior de Northiam, Sussex. A família parece ser originária de Worcestershire, uma vez que Richard Frewen, o pai de John Frewen, era filho de Roger Frewen, sepultado em Hanley Castle em 1543, e neto de Richard Frewen, oficial de justiça de Worcester em 1473.
Accepted Frewen nasceu em Northiam, e batizado em 26 de maio de 1588. A antiga casa em ruínas chamada de “Carriers”, no lado oposto ao Brickwall Park, é tradicionalmente considerada o local de nascimento do futuro arcebispo. Supõe-se que John Frewen, seu pai, alugou-a de John White de Brickwall em 1583, quando foi designado para servir em Northiam, até ser transferido para a casa paroquial em 1592.
Segundo o historiador Anthony à Wood, Frewen foi educado na escola pública de Cantuária, e dali transferido em 1604, aos dezesseis anos incompletos, para o Magdalen College, Oxford, onde se tornou um bolsista. Obteve o grau de Bachelor of Arts em 25 de janeiro de 1608, e de Masters of Arts em 23 de maio de 1612. Foi eleito fellow no último ano, e, conforme a mesma fonte, tornou-se professor de Teologia no colégio.

## Carreira acadêmica e eclesiástica
Em 1617 o Magdalen College lhe concedeu uma licença de um ano para se ausentar das atividades acadêmicas, e atuar como capelão de John Digby, o embaixador inglês na Espanha. John recebeu o título de Lorde Digby em novembro de 1618. Frewen parece tê-lo acompanhado em uma missão do rei Jaime junto ao imperador Fernando II na Alemanha em 1621. Em 24 de dezembro de 1621 foi-lhe concedido outro ano de licença pelo College para que Frewen pudesse atuar como capelão de Lorde Digby, credenciado pela segunda vez como embaixador para a corte de Espanha. Lorde Digby em 1622 recebeu o título de Conde de Bristol.
Frewen estava em Madri, quando o príncipe Carlos chegou em sua visita para discutir um acordo sobre seu casamento com a princesa Maria Ana. Vendo as tentativas espanholas para convertê-lo à fé romana, Frewen pregou diante dele as palavras bíblicas: «Até quando claudicareis para duas partes? se Jeová é Deus, segui-o; se, porém, Baal o é, segui-o.» (I Reis 18:21), incitando-o a se manter fiel à doutrina da Igreja da Inglaterra. O príncipe ficou muito impressionado com o sermão, tornou-se afeiçoado a Frewen, e lhe presenteou com uma miniatura de sua imagem, ainda em posse da família.
Quando de sua ascensão ao trono, o rei nomeou-o um de seus capelães, colocando de seu próprio punho o seu nome na lista dos agraciados. Em 1625 Frewen foi nomeado cônego da catedral de Cantuária, e vice-presidente do Magdalen College, Oxford, no mesmo ano. Em 1626 foi eleito por unanimidade presidente do Magdalen em 24 de outubro, e em 16 de dezembro concluiu seu doutorado em Teologia. Foi vice-chanceler da Universidade de Oxford em 1628 e 1629, e novamente em 1638 e 1639. Em 13 de setembro de 1631, foi nomeado (adicionalmente) deão da catedral de Gloucester. Foi principalmente por sua intervenção que o emblema honorífico da Universidade foi enviado ao rei em Iorque em 1642.
Em 1635 foi nomeado prior de Standlake em Oxfordshire, e também de Warnford em Hampshire, dois benefícios eclesiásticos dados pelo Magdalen College. Em 1638 e 1639, a pedido do arcebispo Laud, o chanceler, Frewen novamente licenciou-se do cargo de vice-chanceler. Em 1642 foi o principal responsável por tomar emprestado dinheiro do Magdalen College e presenteá-lo ao rei para que este cobrisse despesas de guerra. Em relação a este fato, o Parlamento ordenou que Frewen fosse preso, mas ele ficou foragido, e não voltou para Oxford até que o rei retornasse para lá depois da batalha de Edgehill, no final daquele ano.

## Arcebispo de Iorque

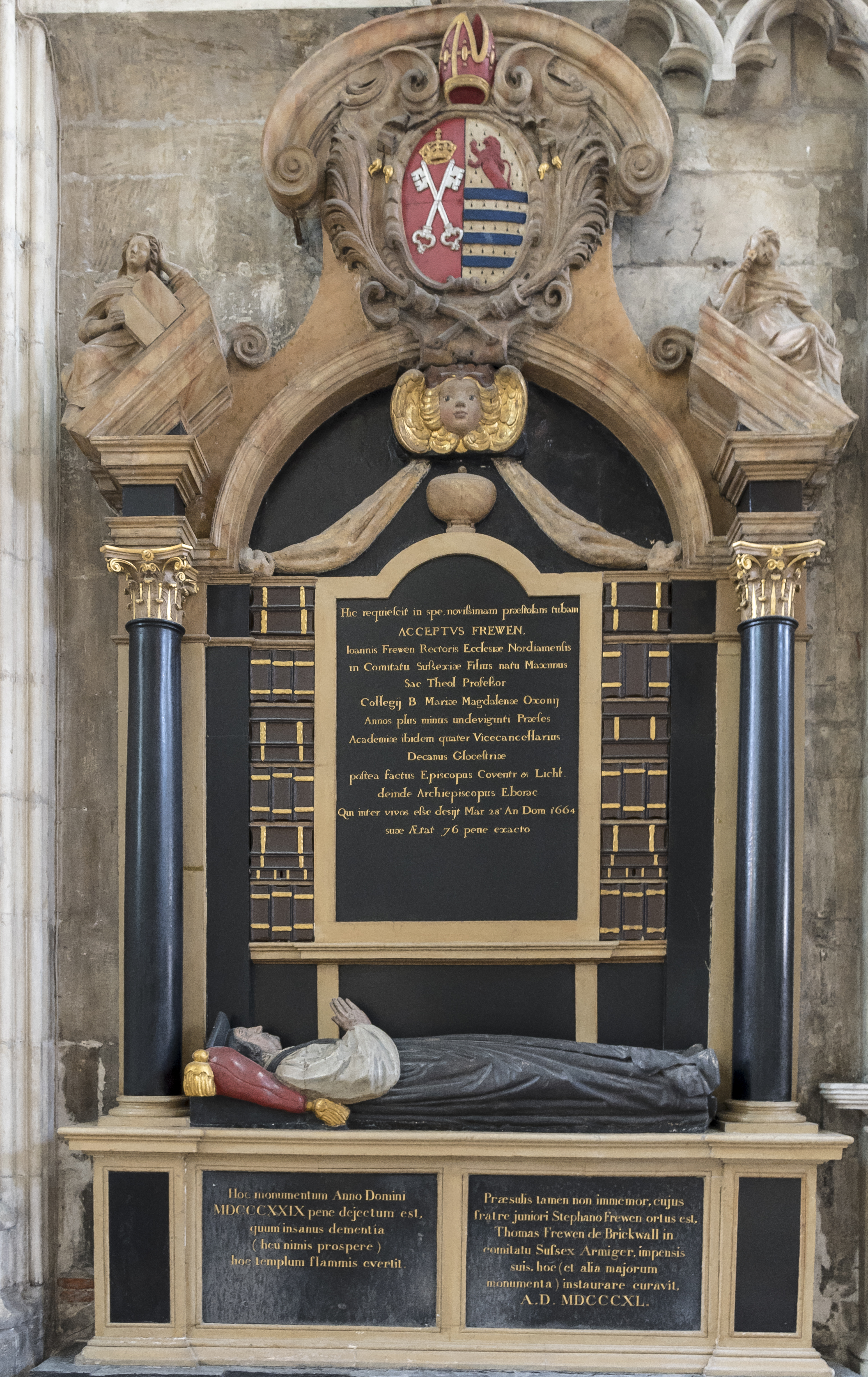
Seu imponente monumento na Catedral de Iorque

Em 17 de agosto de 1643 Frewen foi nomeado para a sé de Lichfield e Coventry, e em abril de 1644 foi consagrado bispo na capela do Magdalen College por John Williams, arcebispo de Iorque, assistido por outros quatro prelados. Em 11 de maio, ele renunciou à presidência e à residência oficial de deão. Foi privado de sua Sé pelo Parlamento em 9 de outubro de 1646, pois o episcopado foi abolido durante a vigência da Comunidade da Inglaterra e do Protetorado. Em 1652 o Parlamento da Inglaterra declarou suas propriedades confiscadas por traição, e Oliver Cromwell, logo após, fixou um preço por sua cabeça. As proclamações, no entanto, o designaram como Stephen Frewen, e devido a esse erro conseguiu fugir para a França. Depois da Restauração, foi nomeado para o arcebispado de Iorque, eleito em 22 de setembro de 1660, confirmado na Abadia de Westminster, na capela de Henry VII em 4 de outubro, e entronizado por procuração em Iorque em 11 de outubro. Em 1661 foi presidente da Conferência de Saboia. Não há nenhum relato oficial da conferência por parte dos bispos; mas Richard Baxter descreve Frewen como um homem suave e pacífico, e que não tomou parte ativa no processo.
Frewen morreu em Bishopthorpe, Iorque em 28 de março de 1664, e sepultado na ala leste da catedral de Iorque, onde um suntuoso monumento com uma inscrição em latim foi erigido em sua memória.